# OVER (Hey! Say! JUMPの曲)
「OVER」（オーヴァー）は、日本の男性アイドルグループ、Hey! Say! JUMPの楽曲で、7枚目のシングル。2011年6月29日にジェイ・ストームから発売。

## 概要
- 前作『「ありがとう」〜世界のどこにいても〜』から約6ヶ月振りのリリース。

- 初回限定盤1・2、通常盤の3形態での発売。なお、3種類リリースされるのはデビューシングル「Ultra Music Power」以来、3年半ぶりである。

- 前作に続き、ノンタイアップシングル。

- 初回限定盤1のDVDには、表題曲のビデオ・クリップ+メイキングを収録。CDには、オリジナル・カラオケ1曲を収録。

- 通常盤には、「愛ing -アイシテル-」のカップリング曲を収録。初回限定盤2のDVDには、それを収録したビデオ・クリップを収録。

- 初回限定盤2のCDには、オリジナル曲である「Born in the EARTH」のカップリング曲を収録。

- 通常盤には、Hey!Say!7が歌う「ユー・ガッタ・モール」と、メンバーの薮宏太が作詞したHey!Say!BESTが歌う「Screw」のカップリング2曲に加え、オリジナル・カラオケ4曲を収録。

- 発売記念キャンペーンとして、初回限定盤1・2、通常盤 (初回ﾌﾟﾚｽ仕様含む)に封入されているCDの帯の裏に記載されているユーザーコードをキャンペーンサイトにて入力するとメンバーによる全30種類の着信メッセージの内、着信メッセージが1つダウンロードできた。また、抽選で「JUMParty（ジャンパーティー）」と銘打ったスペシャルDVDがプレゼントされるキャンペーンも実施した。(スペシャルDVDのプレゼントは2012年2月22日発売の「SUPER DELICATE」でも実施）

- 発売直前の2011年6月27日に、メンバーの森本龍太郎が未成年喫煙報道により無期限謹慎となり、その後脱退・退所したため事実上10人体制で最後のシングルとなった。

## 先着購入特典

### 通常盤
- ポスター (2011年7月1日〜3日までの三日間CD購入者が対象)

## 仕様

### 初回限定盤
- 初回限定盤スペシャルジャケット+ピクチャーレーベル

### 通常盤初回プレス
- 通常盤スペシャルジャケット+ピクチャーレーベル

## 収録曲

### CD

#### 通常盤・初回限定盤1
※は通常盤のみ収録。
1. OVER
作詞：zopp / 村野直球、作曲：Devanté / Tomas Cederholm / Filip Lindfors、編曲：船山基紀
2. 愛ing -アイシテル-※
作詞：亜美、作曲・編曲：7.4.7
3. ユー・ガッタ・モール※ - Hey! Say! 7
作詞：相田毅、作曲・編曲：原一博
4. Screw※ - Hey! Say! BEST
作詞：薮宏太、作曲：馬飼野康二、編曲：石塚知生
5. OVER（オリジナル・カラオケ）
6. 愛ing -アイシテル-（オリジナル・カラオケ）※
7. ユー・ガッタ・モール（オリジナル・カラオケ）※
8. Screw（オリジナル・カラオケ）※

#### 初回限定盤2
1. OVER
2. Born in the EARTH
作詞：Vandrythem、作曲：TSUKASA、編曲：高橋哲也
  - 2009年のオリジナル楽曲

本作でCD初収録。

### DVD

#### 初回限定盤1
1. OVER（ビデオ・クリップ+メイキング）

#### 初回限定盤2
1. 愛ing -アイシテル-（ビデオ・クリップ）